# Neuropeptidni B/W receptor 1
Neuropeptidni  receptor 1 (NPBW1) je humani protein kodiran  genom.

## Literatura
1. ↑  „Entrez Gene: NPBWR1 neuropeptides B/W receptor 1”.

## Dodatna literatura
- O'Dowd BF; Scheideler MA; Nguyen T;  . (1995). „The cloning and chromosomal mapping of two novel human opioid-somatostatin-like receptor genes, GPR7 and GPR8, expressed in discrete areas of the brain.”. Genomics. 28 (1): 84—91. PMID 7590751. doi:10.1006/geno.1995.1109.
- Fujii R; Yoshida H; Fukusumi S;  . (2002). „Identification of a neuropeptide modified with bromine as an endogenous ligand for GPR7.”. J. Biol. Chem. 277 (37): 34010—6. PMID 12118011. doi:10.1074/jbc.M205883200.
- Shimomura Y; Harada M; Goto M;  . (2002). „Identification of neuropeptide W as the endogenous ligand for orphan G-protein-coupled receptors GPR7 and GPR8.”. J. Biol. Chem. 277 (39): 35826—32. PMID 12130646. doi:10.1074/jbc.M205337200.
- Brezillon S; Lannoy V; Franssen JD;  . (2003). „Identification of natural ligands for the orphan G protein-coupled receptors GPR7 and GPR8.”. J. Biol. Chem. 278 (2): 776—83. PMID 12401809. doi:10.1074/jbc.M206396200.
- Strausberg RL; Feingold EA; Grouse LH;  . (2003). „Generation and initial analysis of more than 15,000 full-length human and mouse cDNA sequences.”. Proc. Natl. Acad. Sci. U.S.A. 99 (26): 16899—903. PMC 139241 . PMID 12477932. doi:10.1073/pnas.242603899.
- Tanaka H; Yoshida T; Miyamoto N;  . (2003). „Characterization of a family of endogenous neuropeptide ligands for the G protein-coupled receptors GPR7 and GPR8.”. Proc. Natl. Acad. Sci. U.S.A. 100 (10): 6251—6. PMC 156358 . PMID 12719537. doi:10.1073/pnas.0837789100.
- Zaratin PF; Quattrini A; Previtali SC;  . (2005). „Schwann cell overexpression of the GPR7 receptor in inflammatory and painful neuropathies.”. Mol. Cell. Neurosci. 28 (1): 55—63. PMID 15607941. doi:10.1016/j.mcn.2004.08.010.
- Mazzocchi G; Rebuffat P; Ziolkowska A;  . (2005). „G protein receptors 7 and 8 are expressed in human adrenocortical cells, and their endogenous ligands neuropeptides B and w enhance cortisol secretion by activating adenylate cyclase- and phospholipase C-dependent signaling cascades.”. J. Clin. Endocrinol. Metab. 90 (6): 3466—71. PMID 15797961. doi:10.1210/jc.2004-2132.
- Cottrell S; Jung K; Kristiansen G;  . (2007). „Discovery and validation of 3 novel DNA methylation markers of prostate cancer prognosis.”. J. Urol. 177 (5): 1753—8. PMID 17437806. doi:10.1016/j.juro.2007.01.010.

## Spoljašnje veze
- „Neuropeptide B/W Receptors: NPBW1”. IUPHAR Database of Receptors and Ion Channels. International Union of Basic and Clinical Pharmacology. Архивирано из оригинала 03. 03. 2016. г.